# الهه (فیلم ۲۰۲۰)
الهه (به هندی: Devi) فیلمی کوتاه و محصول سال ۲۰۲۰ است و کارگردان آن پریانکا بانرجی است. در این فیلم بازیگرانی همچون کاجول، شروتی حسن، نیها دوپیا، نینا کولکارانی، موکتا باروی و شیوانی راگووانشی ایفای نقش کرده‌اند.